# Thứ Tư Lễ Tro

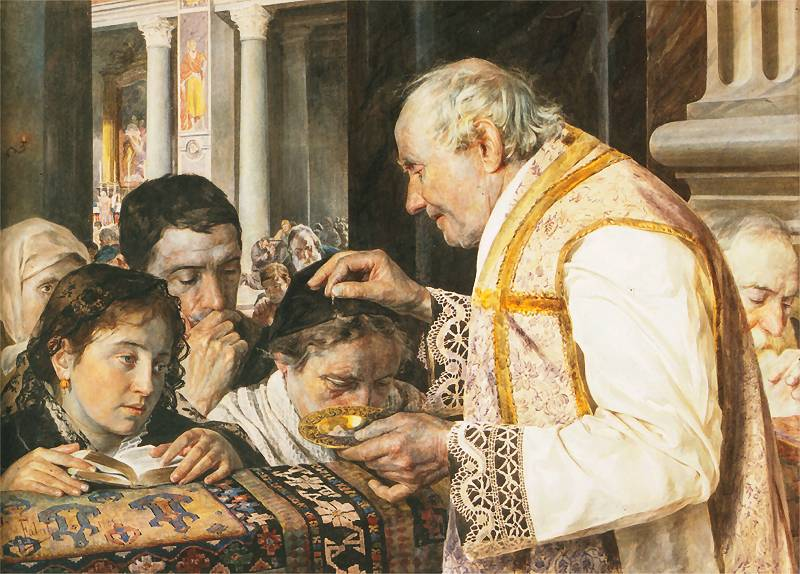
Tín đồ cũng có thể được xức tro trên đầu như trong 1 tranh vẽ của Ba Lan năm 1881

Thứ tư Lễ Tro (tiếng Anh: Ash Wednesday) là một ngày lễ của Cơ đốc giáo tập trung vào cầu nguyện và ăn chay. Nó đến sau Thứ ba Xưng Tội và là ngày bắt đầu Mùa Chay, sáu tuần lễ sám hối trước Lễ Phục sinh. Theo truyền thống, ngày Thứ tư Lễ Tro được các Kitô hữu phương Tây thực hiện, gồm những người Công giáo thuộc Nghi thức La Mã, Anh giáo, Luther, Phong trào Giám lý, Giáo hội Moravia và Công giáo độc lập, cũng như nhiều người từ đức tin Cải cách (bao gồm các truyền thống Công giáo, Cải cách lục địa và Giáo hội Trưởng lão).
Vì đây là ngày đầu tiên của Mùa Chay, nhiều Cơ đốc nhân bắt đầu Thứ tư Lễ Tro bằng cách đánh dấu lịch Mùa Chay, cầu nguyện hàng ngày trong Mùa Chay, và thực hiện một hiến lễ của Mùa Chay mà sẽ được thực hành cho đến thời điểm Mùa Phục sinh.
Tên gọi Thứ tư Lễ Tro bắt nguồn từ việc đặt tro ăn năn trên trán của những người tham gia thành các từ "Hãy ăn năn và tin vào Tin Mừng" hoặc câu châm ngôn "Hãy nhớ rằng bạn là cát bụi, và bạn sẽ trở về với cát bụi."  Tro được chuẩn bị bằng cách đốt lá cọ của Chúa nhật Lễ Lá năm trước. Một số nơi tro còn được trộn với dầu dùng trong việc rửa tội.

## Thực hành

### Nhịn ăn và ăn chay

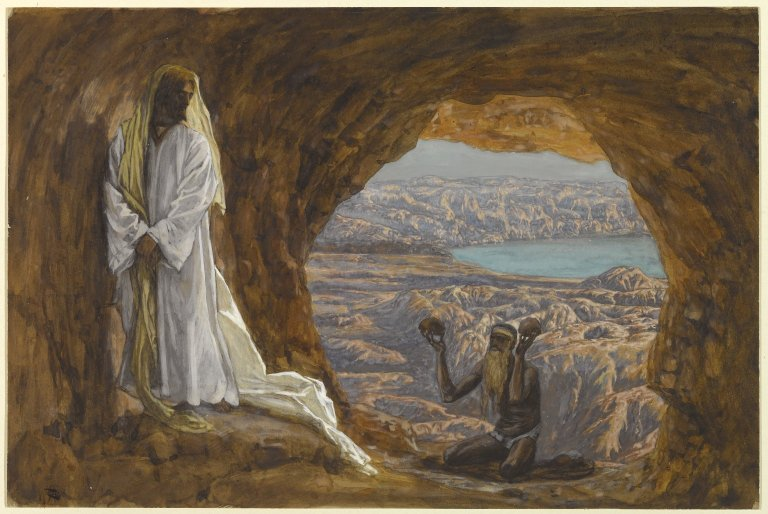
Giêsu bị cám dỗ trong vùng hoang dã (Jésus lềué dans le désert), James Tissot, Bảo tàng Brooklyn

Nhiều giáo phái Kitô giáo nhấn mạnh đến việc kiêng ăn cũng như kiêng cữ trong Mùa Chay và đặc biệt, vào ngày đầu tiên của nó, Thứ tư Lễ Tro. Công đồng Nicaea lần thứ nhất đã nói về Mùa Chay là thời kỳ kiêng ăn trong bốn mươi ngày, để chuẩn bị cho Lễ Phục sinh. Ở nhiều nơi, theo lịch sử, những người theo đạo Thiên chúa kiêng ăn cả ngày cho đến tối, và vào lúc hoàng hôn, những người theo đạo Thiên chúa phương Tây theo truyền thống đã phá bỏ Mùa chay, thường được gọi là Ăn chay Đen. Ở Ấn Độ và Pakistan, nhiều tín đồ Kitô giáo tiếp tục thực hành nhịn ăn này cho đến khi hoàng hôn vào Thứ tư Lễ Tro và Thứ sáu Tuần Thánh, với một số người kiêng ăn theo cách này trong suốt cả Mùa Chay.
Trong Giáo hội Công giáo La Mã, Thứ tư Lễ Tro được tuân thủ bằng cách ăn chay, kiêng thịt (bắt đầu từ năm 14 tuổi theo giáo luật 1252 ), và ăn năn. Vào Thứ Tư Lễ Tro và Thứ sáu Tuần Thánh, những người Công giáo La Mã trong độ tuổi từ 18 đến 59 (có đủ sức khỏe cho phép) được phép dùng một bữa ăn đầy đủ, cùng với hai bữa ăn nhỏ hơn, cộng lại không bằng một bữa ăn đầy đủ. Một số người Công giáo sẽ vượt ra ngoài những nghĩa vụ tối thiểu do Giáo hội đặt ra và thực hiện việc nhịn ăn hoàn toàn hoặc nhịn ăn cho đến khi mặt trời lặn. Thứ tư Lễ Tro và Thứ Sáu Tuần Thánh cũng là những ngày kiêng thịt (động vật có vú và gà), cũng như tất cả các ngày Thứ Sáu trong Mùa Chay. Một số người Công giáo La mã tiếp tục ăn chay trong suốt Mùa Chay, cũng như yêu cầu truyền thống của Giáo hội, chỉ kết thúc sau khi cử hành Canh thức Phục sinh. Khi Nghi thức Ambrosian được tuân thủ, ngày ăn chay và kiêng cữ được hoãn lại đến ngày thứ Sáu đầu tiên trong Mùa Chay Ambrosia, tức là chín ngày sau đó.
Một số giáo xứ Luther dạy người giao tiếp nhịn ăn vào Thứ tư Lễ Tro, với một số người chọn tiếp tục làm như vậy trong suốt mùa Chay, đặc biệt là vào Thứ sáu Tuần Thánh. Sổ tay Kỷ luật Mùa Chay của một giáo đoàn Luther khuyến cáo các tín hữu "Ăn chay vào Thứ tư Lễ Tro và Thứ sáu Tuần Thánh với chỉ một bữa ăn đơn giản trong ngày, thường là không có thịt".
Trong Giáo hội Anh, và trong phần lớn các Hiệp hội Anh giáo trên toàn thế giới, toàn bộ bốn mươi ngày của Mùa Chay được chỉ định là những ngày kiêng ăn, trong khi các ngày Thứ Sáu cũng được chỉ định là những ngày kiêng trong Sách Cầu nguyện Chung năm 1662. Sách Cầu nguyện của Thánh Augustinô, một nguồn tài liệu dành cho người Anh-Công giáo, định nghĩa "Ăn chay" là "thường có nghĩa là không nhiều hơn một bữa sáng nhẹ, một bữa ăn đầy đủ và một bữa rưỡi, vào bốn mươi ngày của Mùa Chay."  Bản văn này cũng định nghĩa việc kiêng cữ là kiêng ăn thịt vào tất cả các ngày Thứ Sáu của Năm Giáo hội, ngoại trừ những ngày trong Lễ Giáng Sinh.

Những bài giảng lịch sử của Giáo hội Giám lý liên quan đến Bài giảng trên núi nhấn mạnh tầm quan trọng của Mùa chay chay, bắt đầu vào Thứ Tư Lễ Tro. Do đó, Giáo hội Giám lý Thống nhất tuyên bố rằng:
There is a strong biblical base for fasting, particularly during the 40 days of Lent leading to the celebration of Easter. Jesus, as part of his spiritual preparation, went into the wilderness and fasted 40 days and 40 nights, according to the Gospels.
Rev. Jacqui King, Quản giáo của Nu Faith Community United Methodist Church ở Houston giải thích triết lý ăn chay trong Mùa Chay là "Tôi không bỏ bữa vì thay cho bữa đó, tôi thực sự đang dùng bữa với Chúa".
Giáo hội Cải cách ở Mỹ mô tả Thứ Tư Lễ Tro là một ngày "tập trung vào việc cầu nguyện, ăn chay và ăn năn."  Do đó, phụng vụ cho Thứ Tư Lễ Tro có phần "Lời mời Tuân theo Kỷ luật Mùa Chay" do người chủ tọa đọc:
We begin this holy season by acknowledging our need for repentance and our need for the love and forgiveness shown to us in Jesus Christ. I invite you, therefore, in the name of Christ, to observe a Holy Lent, by self-examination and penitence, by prayer and fasting, by practicing works of love, and by reading and reflecting on God's Holy Word.
Nhiều Giáo hội theo truyền thống Cải cách vẫn giữ nguyên vẹn Mùa Chay, mặc dù nó được thực hiện một cách tự nguyện, thay vì bắt buộc.

### Tro

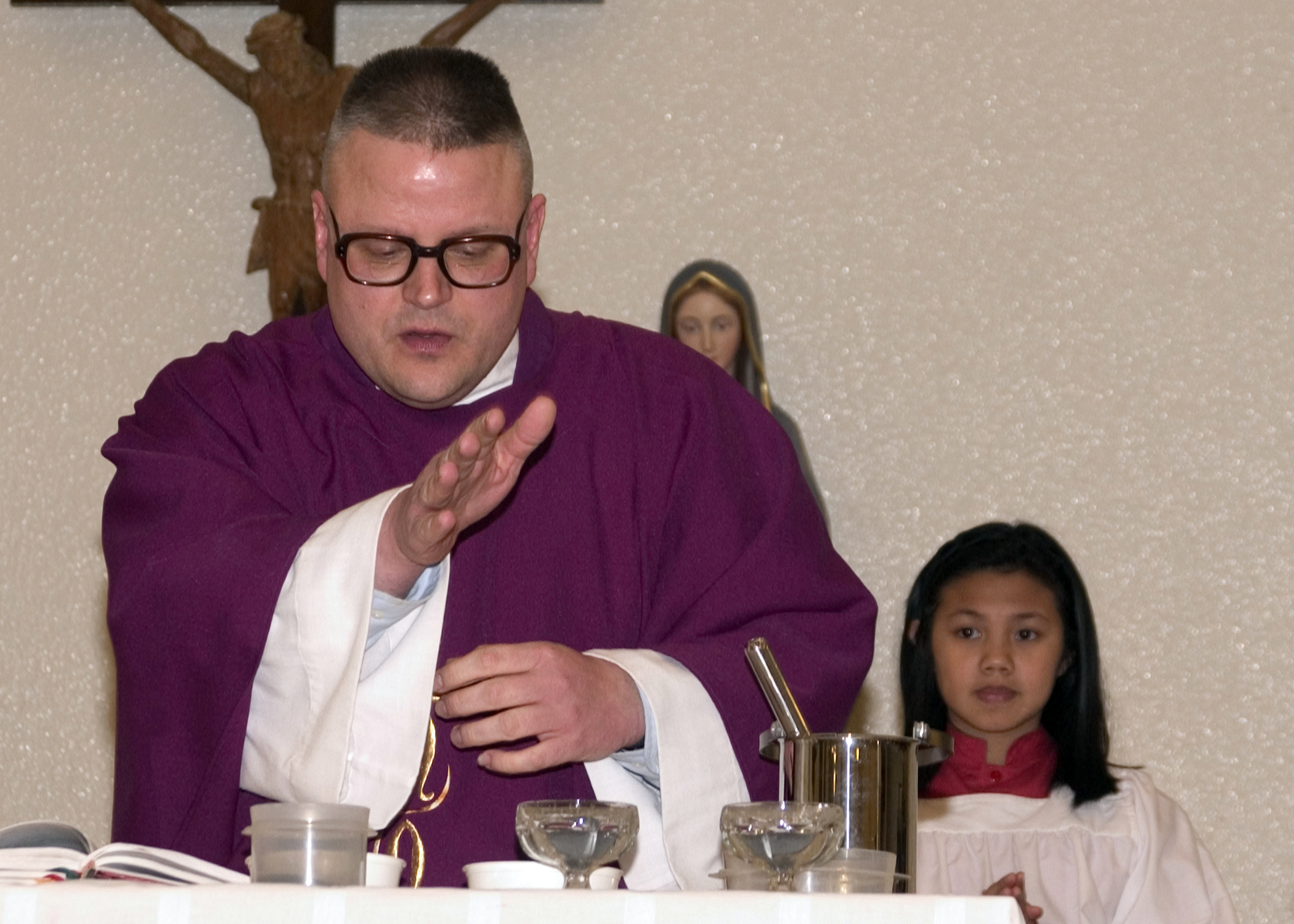
Một linh mục ban phước cho tro

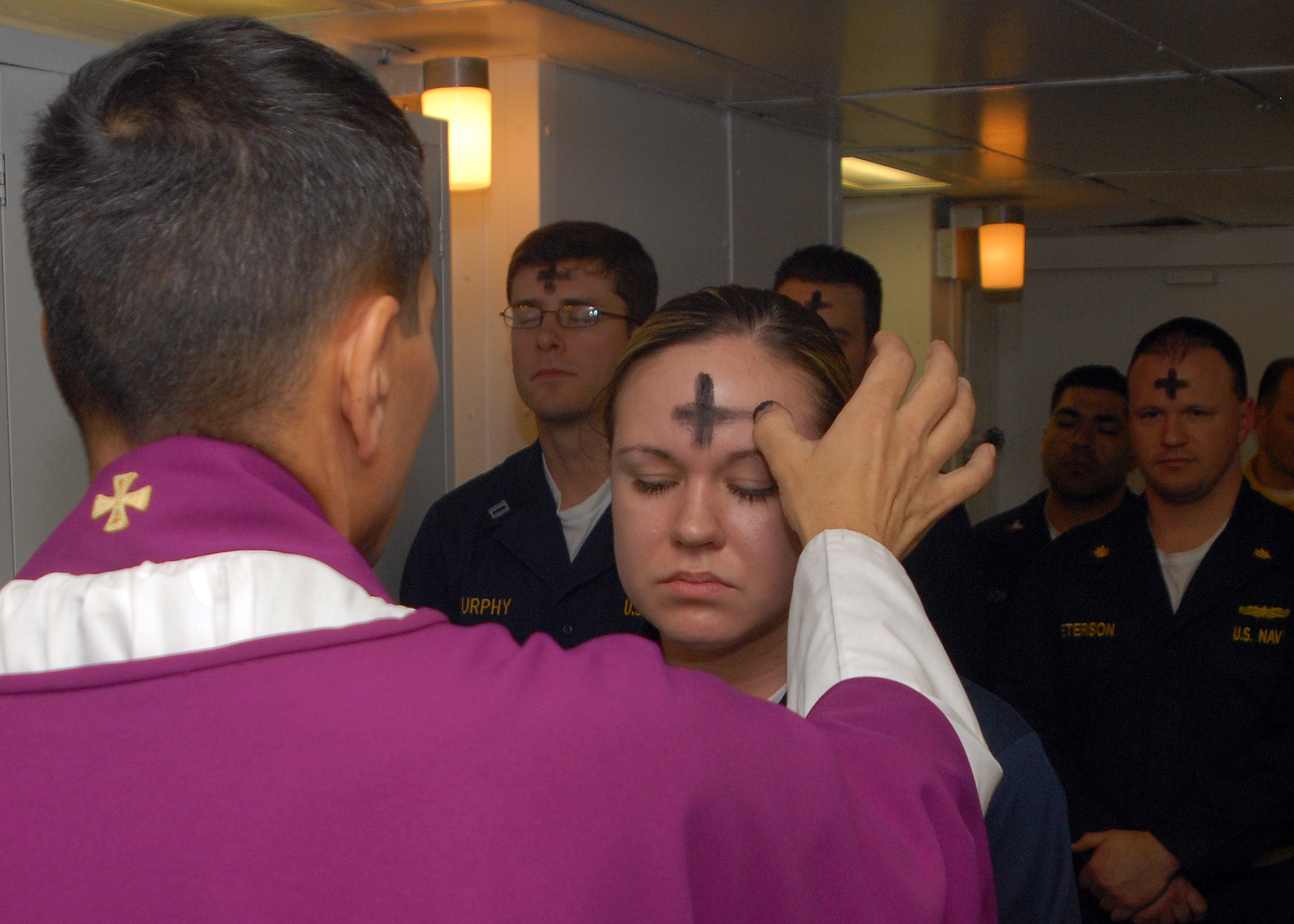
Một linh mục đánh dấu một hình thánh giá tro trên trán con chiên, hình thức phổ biến ở các nước nói tiếng Anh.

Tro được vẽ theo nghi thức lên trên trán của các Cơ đốc nhân vào Thứ tư Lễ Tro, bằng cách rắc lên đầu họ hoặc ở các nước nói tiếng Anh, thường được đánh dấu trên trán họ như một cây thánh giá có thể nhìn thấy. Những từ (dựa trên Sáng thế ký 3:19) được sử dụng theo truyền thống để đi kèm với cử chỉ này là, " Memento, homo, quia pulvis es, et in pulverem reverteris. " ("Hãy nhớ rằng, bạn là cát bụi, và bạn sẽ trở về với cát bụi.") Phong tục này được ghi nhận cho Giáo hoàng Gregory I Đại đế (c. 540–604). Trong bản sửa đổi của Nghi thức Rôma năm 1969, một công thức thay thế (dựa trên Mark 1: 15) đã được giới thiệu và đặt ở vị trí đầu tiên là "Hãy ăn năn và tin vào Phúc âm" và công thức cũ hơn được dịch là "Hãy nhớ rằng bạn là cát bụi, và bạn sẽ trở về với cát bụi. " Công thức cũ, dựa trên những lời đã nói với Adam và Eva sau khi phạm tội, nhắc nhở những con chiên về tội lỗi và sự chết của họ và do đó, ngầm hiểu rằng họ cần phải ăn năn kịp thời. Công thức mới hơn làm cho rõ ràng những gì được ám chỉ trong công thức cũ.
Có nhiều cách khác nhau để đặt tro lên đầu của những con chiên được sử dụng trong Nghi thức La Mã của Giáo hội Công giáo, hai cách phổ biến nhất là dùng tro để làm thánh giá trên trán và rắc tro lên đỉnh đầu. Ban đầu, tro được rải lên đầu đàn ông, nhưng, có lẽ vì phụ nữ trùm đầu trong nhà thờ, nên đã được vạch lên trán phụ nữ. Trong Nhà thờ Công giáo, cách rắc tro phần lớn phụ thuộc vào phong tục địa phương, vì không có quy tắc cố định nào được đặt ra. Mặc dù tài liệu của Ælfric of Eynsham cho thấy trong khoảng năm 1000 tro đã được "rải" trên đầu, việc đánh dấu lên trán là phương pháp hiện đang thịnh hành ở các nước nói tiếng Anh và là phương pháp duy nhất được sử dụng trong Occassional Office của Giáo hội Anh giáo Papua New Guinea, một ấn phẩm được mô tả là "có đặc điểm Anh giáo đáng chú ý". Trong nghi lễ "Phép lành tro", điều này nói rằng "tro được ban phước khi bắt đầu Bí tích Thánh Thể; và sau khi được ban phước, chúng được đặt trên trán của các giáo sĩ và dân chúng."  Nghi lễ Thứ tư Lễ Tro của Giáo hội Anh Quốc, Nhà thờ Mẹ của Hiệp thông Anh giáo, có chứa "Việc rắc tro" trong phụng vụ Thứ Tư Lễ Tro. Vào Thứ Tư Lễ Tro, theo truyền thống, Giáo hoàng, Giám mục của Rôma, sẽ tham gia một cuộc rước sám hối từ Nhà thờ Saint Anselm đến Vương cung thánh đường Santa Sabina, nơi, theo thông lệ ở Ý và nhiều nước khác, tro được rắc lên. đầu, không bị lem trên trán, và người tiếp theo đặt tro lên đầu người khác theo cách tương tự. Năm 2021, Bộ Phụng tự và Kỷ luật Bí tích đã ban hành hướng dẫn đề xuất rằng các linh mục nên sử dụng phương pháp rắc tro trong mọi trường hợp, do đại dịch COVID-19.
Nghi thức Anh giáo, được sử dụng ở Papua New Guinea nói rằng, sau khi ban phép lành tro, "linh mục đánh dấu trán của chính mình và sau đó là trán của những người phục vụ và giáo đoàn đến và quỳ xuống, hoặc đứng, nơi họ thường nhận Mình Thánh Chúa.. "  Nghi thức Công giáo tương ứng trong Sách lễ Rôma để cử hành trong Thánh lễ chỉ ghi: "Sau đó, Linh mục rắc tro lên đầu những người hiện diện đến với mình, và nói với từng người... "  Các ấn bản trước năm 1970 có nhiều hướng dẫn tỉ mỉ hơn về thứ tự nhận tro của những người tham gia, nhưng một lần nữa không có bất kỳ dấu hiệu nào về hình thức rắc tro lên đầu.

Đức Hồng y Jozef Tomko, nguyên Tổng trưởng Bộ truyền giáo, có nhà thờ hiệu tòa là Đền thờ thánh nữ Sabina đã xức tro trên đầu Đức Giáo hoàng năm 2020

Bản sửa đổi năm 1969 của Nghi thức Rôma đã đưa vào Thánh lễ nghi thức long trọng làm phép lành tro và rắc trên đầu, nhưng cũng dự kiến một cách rõ ràng một nghi thức long trọng tương tự ngoài Thánh lễ. Sách Các Phước Lành chứa đựng một nghi thức đơn giản. Trong khi nghi thức long trọng thường được tiến hành trong khuôn viên nhà thờ, nghi thức đơn giản có thể được sử dụng hầu như ở mọi nơi. Trong khi chỉ có linh mục hoặc phó tế mới có thể ban phước cho tro, giáo dân có thể làm việc đặt tro lên đầu của một người. Ngay cả trong nghi thức long trọng, nam hoặc nữ giáo dân có thể hỗ trợ linh mục phân phát tro. Ngoài ra, giáo dân lấy tro còn sót lại sau buổi lễ tập thể và rải lên đầu người bệnh hoặc của những người khác không thể dự lễ. (Vào năm 2014, Nhà thờ Anh giáo Liverpool cũng đề nghị đặt tro trong nhà thờ mà không tổ chức một buổi lễ long trọng.) 
Ngoài ra, những người tham dự các buổi lễ Công giáo như vậy, dù ở nhà thờ hay nơi khác, theo truyền thống, theo truyền thống, mang theo tro về nhà để đặt lên đầu các thành viên khác trong gia đình, và nên có sẵn phong bì để tạo điều kiện thuận lợi cho việc này. Tại nhà, tro sau đó được rắc mà không có nghi lễ.
Không giống như kỷ luật liên quan đến các bí tích, Giáo hội Công giáo không loại trừ bất kỳ ai nhận các bí tích, chẳng hạn như việc rắc tro lên đầu, ngay cả dành cho những người không phải là người Công giáo và thậm chí có thể không được rửa tội. Ngay cả những người đã bị vạ tuyệt thông và do đó bị cấm cử hành các bí tích cũng không bị cấm nhận tro. Sau khi mô tả phép lành, nghi thức Ban Phép lành và Phân phát tro (trong khuôn khổ Thánh lễ) ghi: "Sau đó, Linh mục đặt tro lên đầu tất cả những ai hiện diện đến với Người."  Nhà thờ Công giáo không giới hạn việc phân phối tro được ban phước trong các tòa nhà của nhà thờ và đã đề nghị tổ chức các lễ kỷ niệm trong các trung tâm mua sắm, viện dưỡng lão và nhà máy. Những lễ kỷ niệm như vậy bao gồm việc chuẩn bị một khu vực thích hợp và bao gồm các bài đọc Kinh thánh (ít nhất một bài) và những lời cầu nguyện, và sẽ ngắn hơn một chút nếu tro đã được ban phước.

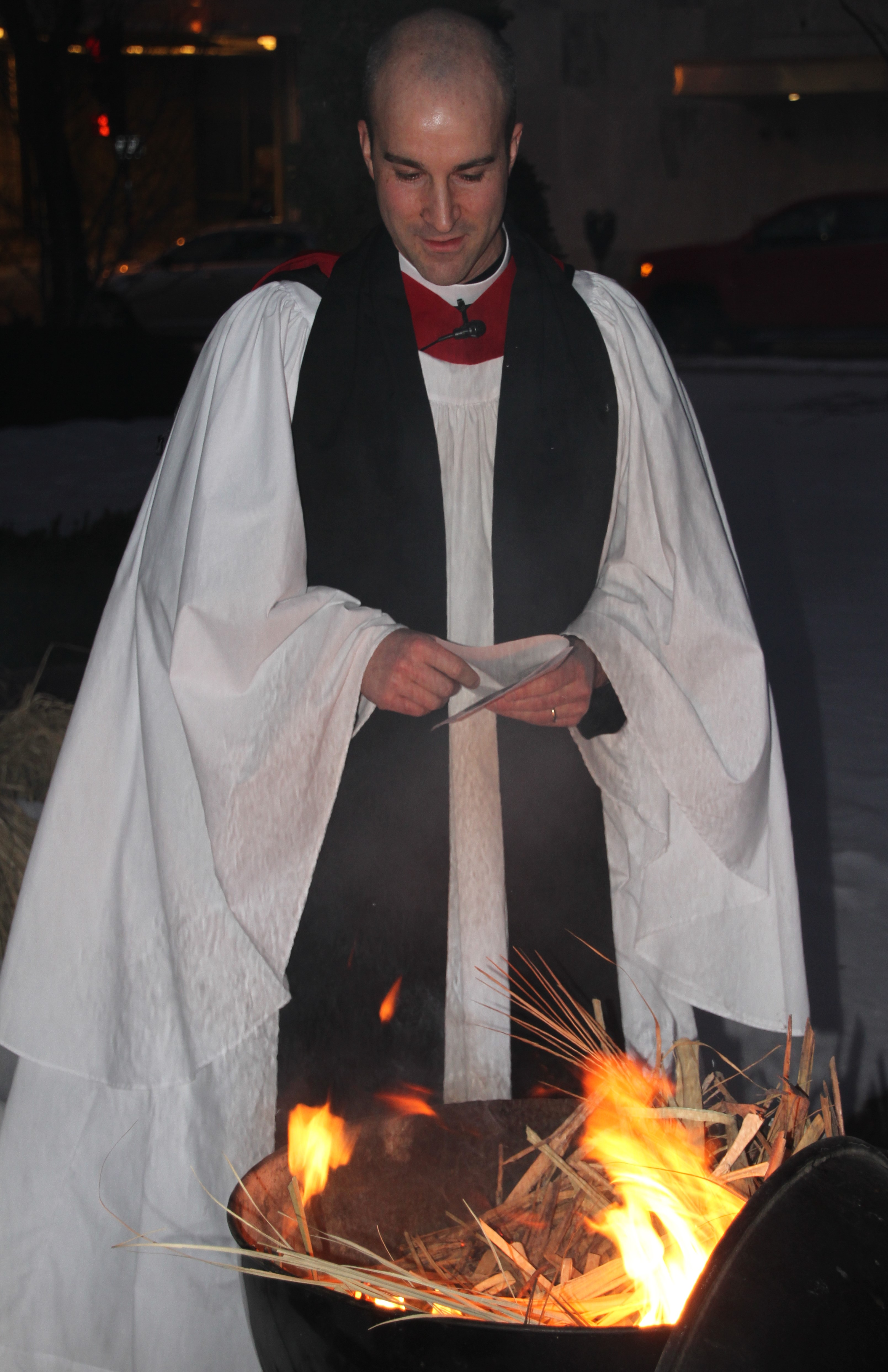
Một phó tế đốt lá cọ từ Chúa Nhật Lễ Lá trước đó cho Thứ tư Lễ Tro

Giáo hội Công giáo và Giáo hội Giám lý nói rằng tro phải là của những cành cọ được ban phước trong lễ Chúa Nhật Lễ Lá năm trước, trong khi một ấn phẩm của Giáo hội Anh nói rằng chúng "có thể được tạo ra" từ những cây thánh giá của cây cọ bị cháy của năm trước. Những nguồn này không nói về việc thêm bất cứ thứ gì vào tro, ngoài việc, đối với phụng vụ Công giáo, việc rắc nước thánh khi ban phước cho họ. Một trang web của Anh giáo nói về việc trộn tro với một lượng nhỏ nước thánh hoặc dầu ô liu như một chất dính.
Trong khi tro được rắc trên đầu bằng cách làm bôi lên trán với dấu thánh giá, nhiều Cơ đốc nhân đã để dấu thánh giá có thể nhìn thấy suốt cả ngày. Các nhà thờ đã không áp đặt điều này như một quy tắc bắt buộc, và tro thậm chí có thể được xóa sạch ngay sau nghi lễ này; nhưng một số nhà lãnh đạo Cơ đốc giáo, chẳng hạn như mục sư Lutheran Richard P. Bucher và giám mục Công giáo Kieran Conry, khuyên bạn nên để tro trên trán trong thời gian còn lại trong ngày như một lời tuyên xưng công khai của đức tin Cơ đốc. Morgan Guyton, một mục sư Giám lý và là nhà lãnh đạo trong phong trào Cơ đốc giáo Chữ đỏ, khuyến khích người theo đạo Cơ đốc giữ hình ảnh cây thánh giá tro trên trán của họ suốt cả ngày như một cách thực hiện quyền tự do tôn giáo.

### Rắc tro lưu động

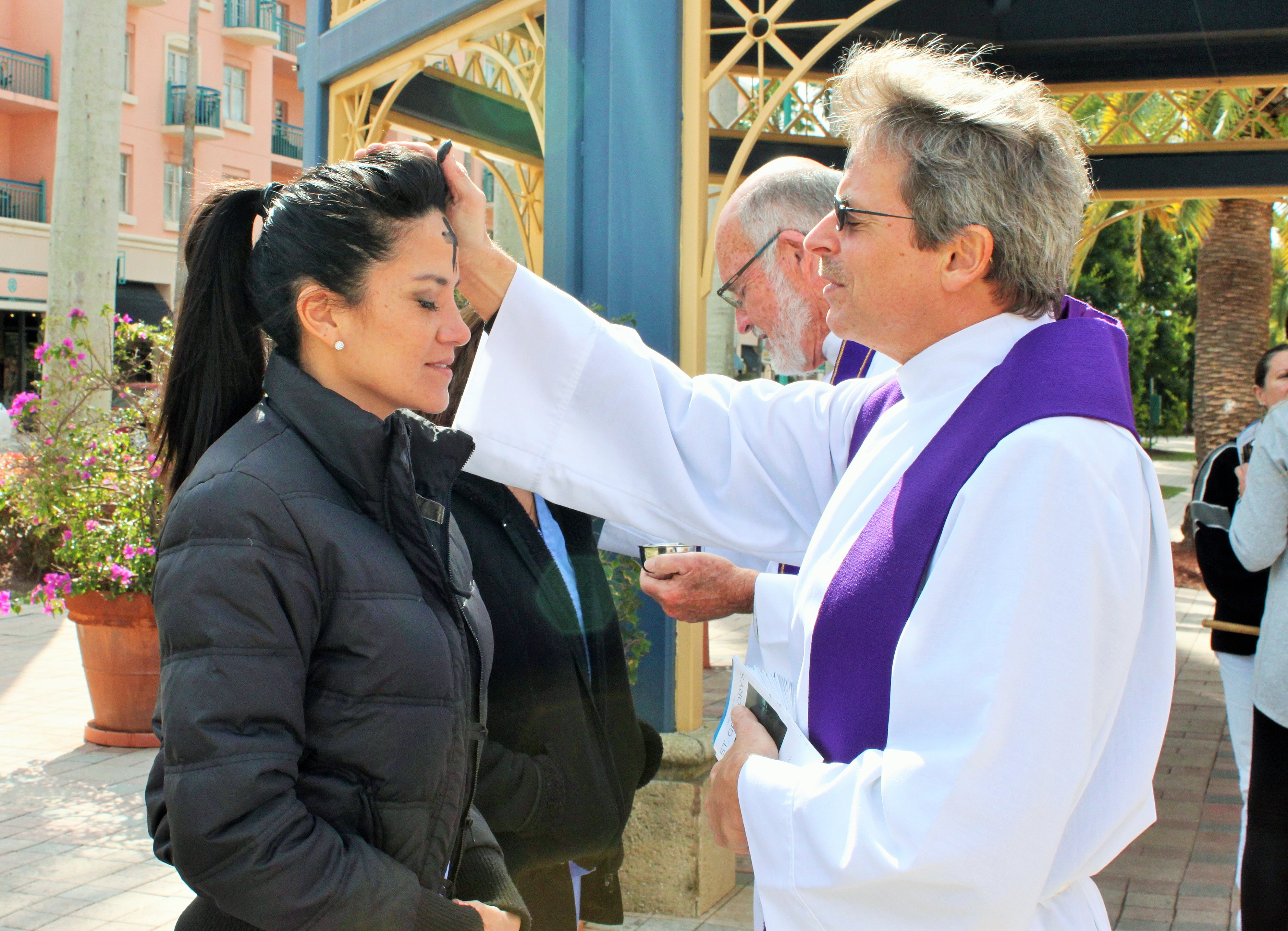
Hai linh mục Anh giáo phân phát tro cho những người qua đường ở thành phố Boca Raton của Mỹ như một phần của phong trào rắc tro lưu động.

Kể từ năm 2007, một số thành viên của các Giáo hội Cơ đốc lớn ở Hoa Kỳ, bao gồm Anh giáo, Luther và Giám lý, đã tham gia vào các hoạt động 'Ashes to Go', trong đó các giáo sĩ đi ra ngoài nhà thờ của họ đến những nơi công cộng, chẳng hạn như trung tâm thành phố, vỉa hè. và các nhà ga xe lửa, để phân phát tro cho người qua đường, thậm chí cho những người đang chờ đổi chuyến. Linh mục Anh giáo Emily Mellott của Nhà thờ Calvary ở Lombard đã lên ý tưởng và biến nó thành một phong trào, tuyên bố rằng thực hành cũng là một hành động truyền giáo. Anh giáo và Công giáo ở các vùng của Vương quốc Anh như Sunderland, thực hiện việc cùng nhau dâng tro: Marc Lyden-Smith, linh mục của Nhà thờ Saint Mary, tuyên bố rằng nỗ lực đại kết là một "nhân chứng to lớn trong thành phố của chúng ta, với những người Công giáo và Anh giáo cùng nhau làm việc để bắt đầu Mùa Chay, có lẽ nhắc nhở những ai đã xa rời Giáo hội, hoặc chưa từng đến, rằng đức tin Cơ đốc vẫn sống động và hoạt động tại Sunderland. "  Hiệp hội Sinh viên Công giáo của Đại học Bang Kent, có trụ sở tại Trung tâm Newman của Đại học, đã dâng tro cho các sinh viên đại học đang đi qua Trung tâm Sinh viên của cơ sở đó vào năm 2012, và Douglas Clark của Nhà thờ Công giáo La Mã St. Matthew ở Statesboro, trong số những người khác, đã tham gia Ashes to Go. Vào Thứ Tư Lễ Tro năm 2017, Cha Paddy Mooney, linh mục của Nhà thờ Công giáo La Mã St Patrick ở thị trấn Glenamaddy của Ireland, đã thiết lập một nhà ga Ashes to Go để qua đó hành khách có thể lái xe và nhận tro từ xe của họ; Nhà thờ giáo xứ cũng có "những buổi cầu nguyện lái xe trong Mùa Chay với việc mọi người gửi yêu cầu vào một chiếc hộp để trong khuôn viên nhà thờ mà không cần phải để xe của họ". Mục sư Trey Hall, mục sư của Nhà thờ Giám lý Thống nhất Urban Village, tuyên bố rằng khi nhà thờ địa phương của ông dâng tro ở Chicago, "gần 300 người đã nhận tro – kể cả hai người đang đợi đèn dừng xe trong xe của họ. "  Vào năm 2013, các nhà thờ không chỉ ở Hoa Kỳ, mà còn có ít nhất một nhà thờ ở mỗi Vương quốc Anh, Canada và Nam Phi, đã tham gia vào Ashes to Go. Bên ngoài tòa nhà nhà thờ của họ, Nhà thờ Saint Stephen Martyr Lutheran ở Canton đã cung cấp Ashes to Go cho "những tín đồ có lịch trình khiến việc tham dự một buổi lễ truyền thống khó khăn" vào năm 2016. Tại Hoa Kỳ, 34 tiểu bang và Đặc khu Columbia có ít nhất một nhà thờ tham gia. Hầu hết các nhà thờ (giáo xứ) này là Giám mục, nhưng cũng có một số nhà thờ Giám lý, cũng như các nhà thờ Trưởng lão và Công giáo.

### Commination Office

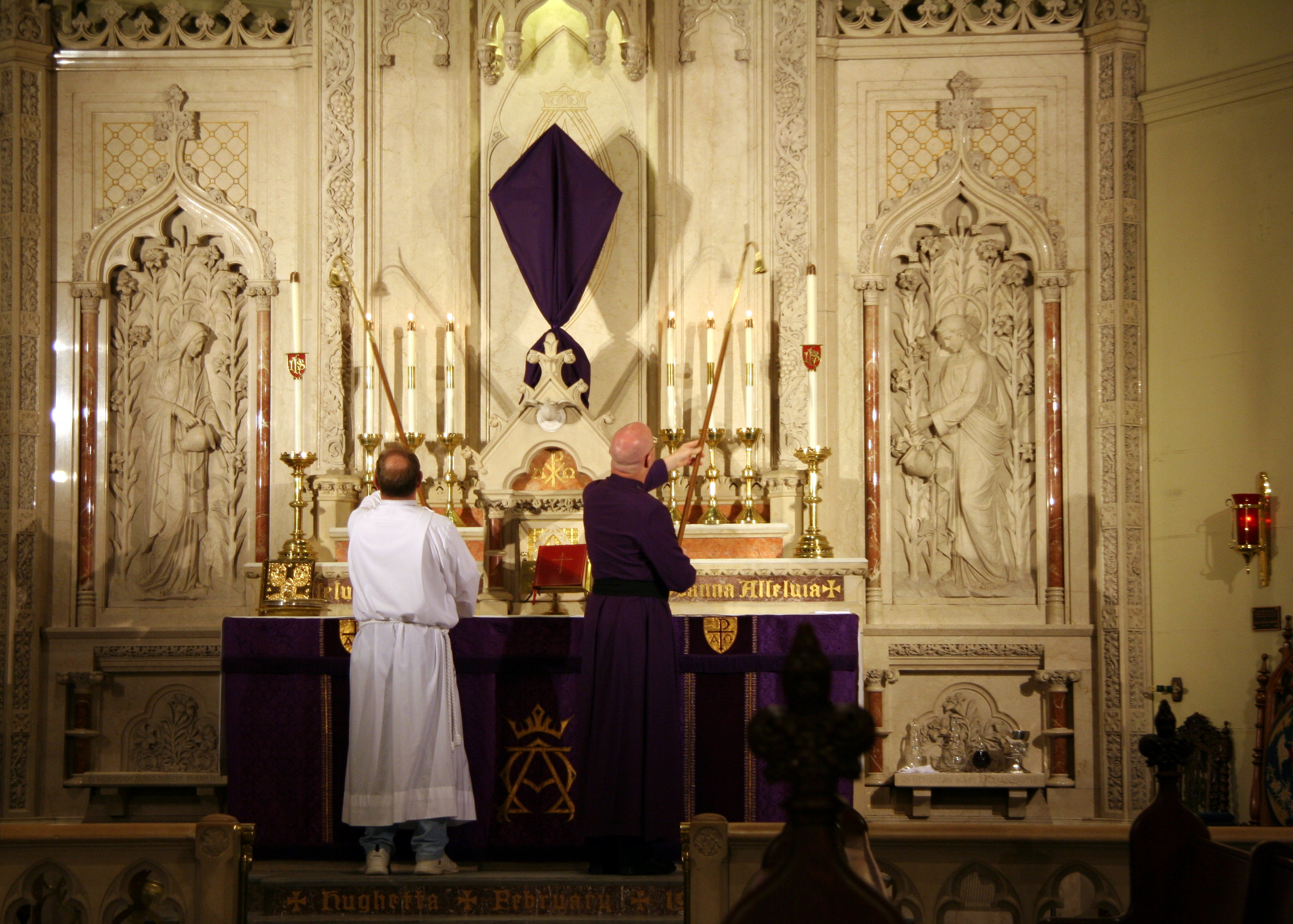
Nhà thờ St. Mary's Episcopal ở Memphis, Tennessee vào Thứ Tư Lễ Tro năm 2011. Thánh giá bàn thờ và các vật dụng màu tím là phong tục trong Mùa Chay.

Robin Knowles Wallace nói rằng buổi lễ truyền thống của nhà thờ vào Thứ Tư Lễ Tro bao gồm Thi Thiên 51 (Kinh Miserere), những lời cầu nguyện xưng tội và dấu chỉ của tro. Không một dịch vụ truyền thống nào chứa tất cả các yếu tố này. Buổi lễ truyền thống vào Thứ Tư Lễ Tro của nhà thờ Anh giáo, có tựa đề Một sự kết hợp, chứa hai yếu tố đầu tiên, nhưng không phải yếu tố thứ ba. Mặt khác, nghi lễ truyền thống của Giáo hội Công giáo có việc ban phước và phân phát tro, trong khi những lời cầu nguyện xưng tội và đọc Thánh vịnh 51 (thánh vịnh đầu tiên tại Lauds vào tất cả các ngày ăn năn tội, kể cả Thứ tư Lễ Tro) là một phần của nó. phụng vụ truyền thống chung của Thứ tư Lễ Tro, chúng không liên quan cụ thể với nghi thức làm phép tro. Nghi thức ban phước đã có được sự liên kết yếu kém về mặt truyền thống với thánh vịnh cụ thể đó chỉ kể từ năm 1970, khi nó được đưa vào việc cử hành Thánh lễ, trong đó một vài câu của Thi thiên 51 được sử dụng như một thánh vịnh đối đáp. Nơi các Kinh thánh Gregorian truyền thống vẫn được sử dụng, thánh vịnh tiếp tục chiếm một vị trí nổi bật trong buổi lễ. Ở một số khu vực, Anh giáo tiếp tục nghi thức rắc tro vào khoảng năm 1970.
Vào giữa thế kỷ 16, Sách Cầu nguyện chung đầu tiên đã loại bỏ nghi lễ rắc tro khỏi nghi lễ của Giáo hội Anh và thay thế bằng nơi sau này được gọi là Văn phòng đề cử. Trong ấn bản năm 1549 đó, nghi thức đứng đầu: "Ngày đầu tiên của Mùa Chay: Thường được gọi là Thứ tư Lễ Tro". Lễ tro không bị cấm, nhưng không được đưa vào nghi lễ chính thức của nhà thờ. Vị trí của nó đã được thực hiện bằng cách đọc những lời nguyền rủa trong Kinh thánh của Đức Chúa Trời chống lại tội nhân, mà mỗi người trong số họ được hướng dẫn để đáp lại bằng tiếng A-men. Đoạn văn của "Sự kết hợp hoặc tố cáo sự giận dữ của Đức Chúa Trời và những phán xét chống lại những kẻ tội lỗi" bắt đầu: "Trong Giáo hội nguyên thủy có một kỷ luật của Đức Chúa Trời, rằng vào đầu Mùa Chay, những người bị kết án với tội lỗi khét tiếng đã được đưa ra để đền tội. và bị trừng phạt trong thế giới này, để linh hồn họ có thể được cứu trong ngày của Chúa; và những người khác, được khuyên nhủ bởi tấm gương của những người bị kết án, có thể sợ phạm tội hơn. Thay vào đó, cho đến khi kỷ luật đã nói có thể được phục hồi trở lại, (điều đáng được mong đợi,) chúng ta nên nghĩ rằng vào lúc này (trước sự chứng kiến của tất cả các bạn) nên đọc những câu chung về sự rủa sả của Đức Chúa Trời đối với những kẻ tội lỗi không ngoan ". Đồng tình với điều này, Joseph Hooper Maude đã viết rằng việc thành lập Hội đồng là do mong muốn của những người cải cách "khôi phục lại thực hành ban đầu là sám hối công khai trong nhà thờ". Ông nói thêm rằng "các bản án của sự tuyệt thông lớn hơn" trong The Commination tương ứng với những câu được sử dụng trong Nhà thờ cổ đại. Ông viết, theo truyền thống, phụng vụ Thứ Tư Lễ Tro của Nhà thờ Anh giáo cũng bao gồm Miserere, cùng với "những gì tiếp theo" trong phần còn lại của buổi lễ (Kinh cầu nhỏ hơn, Kinh Lạy Cha, ba lời cầu xin ân xá và phước lành cuối cùng), "được trích từ các dịch vụ của Sarum cho Thứ Tư Lễ Tro ". Từ thực hành Nghi thức Sarum ở Anh, nghi lễ này đã lấy Thi thiên 51 và một số lời cầu nguyện trong Sách lễ Sarum kèm theo việc ban phước và phân phát tro. Trong Nghi lễ Sarum, thánh vịnh Miserere là một trong bảy thánh vịnh sám hối được đọc vào đầu buổi lễ. Vào thế kỷ 20, Nhà thờ Episcopal đã giới thiệu ba lời cầu nguyện từ Nghi thức Sarum và loại bỏ Văn phòng ủy nhiệm khỏi phụng vụ của nó.

### Khác
Trong một số truyền thống nhà thờ thấp, các thực hành khác đôi khi được thêm vào hoặc thay thế, như những cách khác để tượng trưng cho việc xưng tội và sám hối trong ngày. Ví dụ, trong một biến thể phổ biến, những tấm thẻ nhỏ được phân phát cho hội đoàn, nơi mọi người được yêu cầu viết tội lỗi mà họ muốn thú nhận. Những tấm thẻ nhỏ này sau đó được mang ra bàn thờ để đốt.
Trong thời đại Victoria, các nhà hát hạn chế trình chiếu các chương trình đã định sẵn vào Thứ Tư Lễ Tro, vì vậy họ cung cấp các chương trình giải trí khác, theo sự ủy quyền của Giáo hội Anh (Anh giáo).
Ở Iceland, trẻ em "ghim những túi nhỏ đựng tro vào lưng của một người nào đó", mặc trang phục và hát các bài hát xin kẹo.

## Cách xác định ngày lễ tro
Thứ tư lễ Tro là ngày lễ nhắc nhở về cái chết, là điểm khởi đầu của mùa chay 40 ngày thống hối để đón chờ mầu nhiệm Chúa Giêsu phục sinh từ cõi chết. Xác định ngày lễ tro phụ thuộc vào lễ Phục sinh, không có ngày cố định theo dương lịch như lễ Giáng sinh, lễ Truyền tin hay lễ kính một vị Thánh. Vì có nguồn gốc xuất phát từ lễ Vượt qua tính theo âm lịch của Do Thái, vì vậy lễ Phục sinh căn cứ vào âm lịch để xác định nên lễ Tro cũng được xác định bằng ngày âm lịch.
Cách xác định cụ thể: Theo quy luật của Cộng đồng Nixea, lễ Phục Sinh là ngày Chúa nhật đầu tiên tính từ kỳ trăng tròn đầu tiên sau ngày 21/3. Bắt đầu từ Chúa nhật Phục sinh, đếm về trước sáu tuần là Chúa nhật 1 mùa chay, 4 ngày trước Chúa Nhật một mùa chay chính là Thứ tư lễ Tro.

## Lịch
Những ngày thứ tư Lễ Tro trong những năm tới:
- 2021 – 17 Tháng Hai
- 2022 – 02 Tháng Ba
- 2023 – 22 Tháng Hai
- 2024 – 14 Tháng Hai
- 2025 – 05 Tháng Ba
- 2026 – 18 Tháng Hai
- 2027 – 10 Tháng Hai
- 2028 – 01 Tháng Ba
- 2029 – 14 Tháng Hai
- 2030 – 06 Tháng Ba